# Colin Ford
Colin Ford (Nashville, 12 settembre 1996) è un attore e doppiatore statunitense conosciuto soprattutto per il ruolo di Joe McAlister nella serie televisiva Under the Dome.

## Biografia
Nato a Nashville, Tennessee. Fin da piccolo amava stare davanti alla telecamera che lo ha portato al suo inizio nel mondo dello spettacolo. All'età di 4 anni, ha posato per annunci stampa per i rivenditori regionali e nazionali. Nel 2007 reciterà nel film di Uwe Boll In the Name of the King. Recita insieme a Chris Evans, nel 2009, in Push.
Nel 2011 ha recitato in La mia vita è uno zoo, un film di Cameron Crowe. Nello stesso anno è apparso come guest-star, insieme a Elle Fanning nel programma "Extreme Makeover: Home Edition" episodio dedicato alla famiglia Johnson-Goslee.
A partire dal 2013 prende parte alla serie CBS Under the Dome, adattamento del romanzo omonimo firmato da Stephen King, interpretando il ruolo di Joe McAlister fino al 2015. Nel 2018 prenderà parte al film Ogni giorno.
Nel 2019 interpreta la parte di Steve Danvers in Captain Marvel, un film del Marvel Cinematic Universe. Recita inoltre la parte di Josh Wheeler, il protagonista della serie Daybreak, che verrà cancellata nel 2019 dopo una sola stagione.

## Vita privata
Ha frequentato la Campbell Hall School, la stessa scuola che ha frequentato Elle Fanning, co-protagonista in La mia vita è uno zoo.

## Filmografia

### Attore

#### Cinema
- Tutta colpa dell'amore (Sweet Home Alabama), regia di Sweet Home Alabama (2002) - non accreditato
- Scemo & più scemo - Iniziò così... (Dumb and Dumberer: When Harry Met Lloyd), regia di Troy Miller (2003) - non accreditato
- The Work and the Glory, regia di Russell Holt (2004)
- The Work and the Glory II: American Zion, regia di Sterling Van Wagenen (2005)
- In the Name of the King, regia di Uwe Boll (2007)
- Dog Days of Summer, regia di Mark Freiburger (2007)
- Lake City, regia di Perry Moore e Hunter Hill (2008)
- Push, regia di Paul McGuigan (2009)
- Jack and the Beanstalk, regia di Gary J. Tunnicliffe (2010)
- All Kids Count, regia di Michael J. Nathanson (2011)
- La mia vita è uno zoo (We Bought a Zoo), regia di Cameron Crowe (2011)
- In My Pocket, regia di David Lisle Johnson (2011)
- Ticket Out, regia di Doug Lodato (2012)
- Eye of the Hurricane, regia di Jesse Wolfe (2012)
- Disconnect, regia di Henry Alex Rubin (2012)
- Ogni giorno (Every Day), regia di Michael Sucsy (2018)
- Family Blood, regia di Sonny Mallhi (2019)
- Extracurricular Activities, regia di Jay Lowi (2019)
- Captain Marvel, regia di Anna Boden e Ryan Fleck (2019)
- Nonno questa volta è guerra (The War with Grandpa), regia di Tim Hill (2020)
- The Hill, regia di Jeff Celentano (2023)

#### Televisione
- Smallville - serie TV, episodio 4x20 (2005)
- The Tonight Show with Jay Leno - serie TV, episodio 14x47 (2006)
- The Chelsea Handler Show - serie TV, episodio 1x3 (2006)
- Faceless - Film TV, regia di Joe Carnahan (2006)
- Close to Home - Giustizia ad ogni costo (Close to Home) - serie TV, episodio 2x5 (2006)
- Journeyman - serie TV, episodio 1x10 (2007)
- Side Order of Life - serie TV, episodio 1x2 (2007) - non accreditato
- Supernatural - serie TV, 6 episodi (2007-2016)
- American Family - Film TV, regia di John Fortenberry (2007)
- Private Practice - serie TV, episodio 3x14 (2010)
- CSI: Miami - serie TV, episodio 8x22 (2010)
- Hawaii Five-0 - serie TV, episodio 1x2 (2010)
- Revolution - serie TV, episodio 1x7 (2012)
- The Mob Doctor - serie TV, episodi 1x10 e 1x12 (2012-2013)
- Under the Dome - serie TV, 39 episodio (2013-2015)
- Kevin (Probably) Saves the World - serie TV, episodio 1x5 (2017)
- Daybreak - serie TV, 10 episodi (2019)
- All Rise - serie TV, 1 episodio (2019)

#### Cortometraggi
- Moved, regia di Jim Issa e Scott Ippolito (2004)
- Lockdown, regia di Max Sokoloff (2016)

### Doppiatore
- Ant Bully - Una vita da formica (The Ant Bully) - film d'animazione (2006)
- Christmas Is Here Again - film d'animazione (2007)
- Can You Teach My Alligator Manners? - serie animata (2008)
- Bride Wars - La mia migliore nemica (Bride Wars) - film d'animazione (2009)
- Agente Speciale Oso (Special Agent Oso) - serie animata (2009)
- I Griffin (Family Guy) - serie animata (2010-2017)
- Disney Tangled: The Video Game - videogioco (2010)
- Jake e i pirati dell'Isola che non c'è (Jake and the Never Land Pirates) - serie animata (2011-2013)
- Sofia la principessa (Sofia the First) - serie animata (2013-2014)
- American Dad! - serie animata (2017)

## Riconoscimenti
Saturn Award
- 2014 – Candidatura alla miglior performance di un giovane attore in una serie televisiva per Under the Dome

Young Artist Award
- 2008 – Candidatura alla  iglior performance in una serie televisiva - Giovane attore guest star per Journeyman
- 2009 – Candidatura alla miglior voce fuori campo – Giovane attore per Christmas Is Here Again
- 2009 – Candidatura alla miglior performance in un film - Giovane attore non protagonista per Lake City
- 2010 – Miglior performance in una serie televisiva - Giovane attore ricorrente di anni 13 o meno per Supernatural
- 2011 – Candidatura alla miglior performance in una serie televisiva - Giovane attore guest star di anni 11-13 per CSI: Miami[3]
- 2011 – Miglior performance in un film DVD – Giovane Attore per Jack and the Beanstalk[3]
- 2012 – Candidatura alla miglior performance in un film - Giovane attore non protagonista per La mia vita è uno zoo[4]
- 2012 – Miglior voce fuori campo – Giovane attore per Jake e i pirati dell'isola che non c'è[4]

## Doppiatori italiani
Nelle versioni in italiano delle opere in cui ha recitato, Colin Ford è stato doppiato da:
- Manuel Meli in La mia vita è uno zoo, Disconnect, Supernatural
- Federico Viola in Under the Dome, Ogni Giorno, The Hill
- Mirko Cannella in Revolution, Supernatural (ep. 11x10), All Rise
- Alex Polidori in CSI: Miami
- Federico Bebi in Hawaii Five-0
- Giulio Bartolomei in Captain Marvel
- Alessandro Campaiola in Daybreak
- Ivan Spada in The Rookie